# Ochicanthon gauricola
Ochicanthon gauricola är en skalbaggsart som beskrevs av Cuccodoro 2011. Ochicanthon gauricola ingår i släktet Ochicanthon och familjen bladhorningar. Inga underarter finns listade i Catalogue of Life.